# Biegus alaskański
Biegus alaskański (Calidris mauri) – gatunek małego ptaka z rodziny bekasowatych (Scolopacidae). Od końca września jedynie po głosie można go odróżnić od biegusa tundrowego. Żeruje w głębszej wodzie. Nie wyróżnia się podgatunków.
WyglądDziób krótki, lekko zagięty przy końcu. Rdzawy nalot na pokrywach usznych, plecach oraz ciemieniu. Na piersi oraz bokach ciała ciemne plamy w kształcie litery „V”. W upierzeniu godowym od biegusa tundrowego można go odróżnić rdzawo zakończonymi barkówkami.
WymiaryDługość ciała 15–18 cm, masa 18–42 g; rozpiętość skrzydeł 28–37 cm.
Zasięg występowania, środowiskoArktyczna tundra w północnej i zachodniej części Alaski oraz na wschodnim skraju Półwyspu Czukockiego. Zimuje na wybrzeżach Pacyfiku od Kolumbii Brytyjskiej (głównie od północnej Kalifornii) aż po Peru oraz lokalnie na wybrzeżach Atlantyku od południa stanu New Jersey przez Zatokę Meksykańską i Karaiby aż po Gujanę Francuską.
StatusMiędzynarodowa Unia Ochrony Przyrody (IUCN) uznaje biegusa alaskańskiego za gatunek najmniejszej troski (LC, Least Concern) nieprzerwanie od 1988 roku. Organizacja Partners in Flight w 2017 roku szacowała liczebność populacji lęgowej na około 3,5 miliona osobników. Trend liczebności populacji uznawany jest za spadkowy.